# Masquerade (Eric Saade)
Masquerade è l'album di debutto da solista del cantante svedese Eric Saade ed è stato pubblicato il 19 maggio del 2010. Si è classificato secondo nella classifica svedese degli album più venduti e contiene 11 tracce di cui una è la sua canzone di debutto, Sleepless, mente l'altra è la canzone che ha portato al Melodifestivalen 2010 intitolata Manboy.

## Tracce[3]
- Roxy Recordings : NFM-1024392[4]

| No. | Titolo                   | Compositori                                                                            | Durata |
| --- | ------------------------ | -------------------------------------------------------------------------------------- | ------ |
| 1   | Masquerade               | Eric Saade, Anton Malmberg Hård af Segerstad & Tony Malm                               | 3:42   |
| 2   | Upgrade                  | Alexander Jonsson, Björn Djupström & Charlie Mason                                     | 3:08   |
| 3   | Break of Dawn            | Eric Saade & Fredrik Kempe                                                             | 3:32   |
| 4   | It's Gonna Rain          | Fredrik Kempe                                                                          | 3:56   |
| 5   | Manboy                   | Fredrik Kempe & Peter Boström                                                          | 3:01   |
| 6   | Say It                   | Gustav Efraimsson, Hayden Bell & Sarah Lundbäck                                        | 3:34   |
| 7   | Sleeplees                | Fredrik Kempe & Peter Boström                                                          | 3:24   |
| 8   | I'll Be Alright          | Eric Saade, Dimitri Stassos, Mikaela Stenström & Jason Gill                            | 3:17   |
| 9   | Radioactive              | Dimitri Stassos & Mikaela Stenström                                                    | 3:58   |
| 10  | Why Do We Need Fashion!? | Eric Saade, Anton Malmberg Hård af Segerstad & Niclas Lundin                           | 3:19   |
| 11  | It's Like That With You  | Alexander Kronlund, Stephanie Bentley, Gustav Efraimsson, Hayden Bell & Sarah Lundbäck | 4:32   |

I video musicali sono stati pubblicati anche per "Masquerade" e "It Gonna Rain", anche se non sono stati pubblicati come singoli ufficiali.

## Singoli
| Anno | Canzone       | Posizione Chart |
| ---- | ------------- | --------------- |
| 2009 | Sleepless     | 44              |
| 2010 | Manboy        | 1               |
| 2010 | Break of dawn | 45              |

## Classifiche
| Classifica                 | Miglior Posizione |
| -------------------------- | ----------------- |
| Svezia (Sverigetopplistan) | 2                 |

## Date di Pubblicazione
| Nazione | Data           | Etichetta       | Formato             | Catalogo    |
| ------- | -------------- | --------------- | ------------------- | ----------- |
| Svezia  | 19 maggio 2010 | Roxy Recordings | CD/Digital Download | NFM-1024392 |